# Canarium reniforme
Canarium reniforme là một loài thực vật có hoa trong họ Burseraceae. Loài này được Kochummen & Whitmore mô tả khoa học đầu tiên năm 1969.